# Peter André

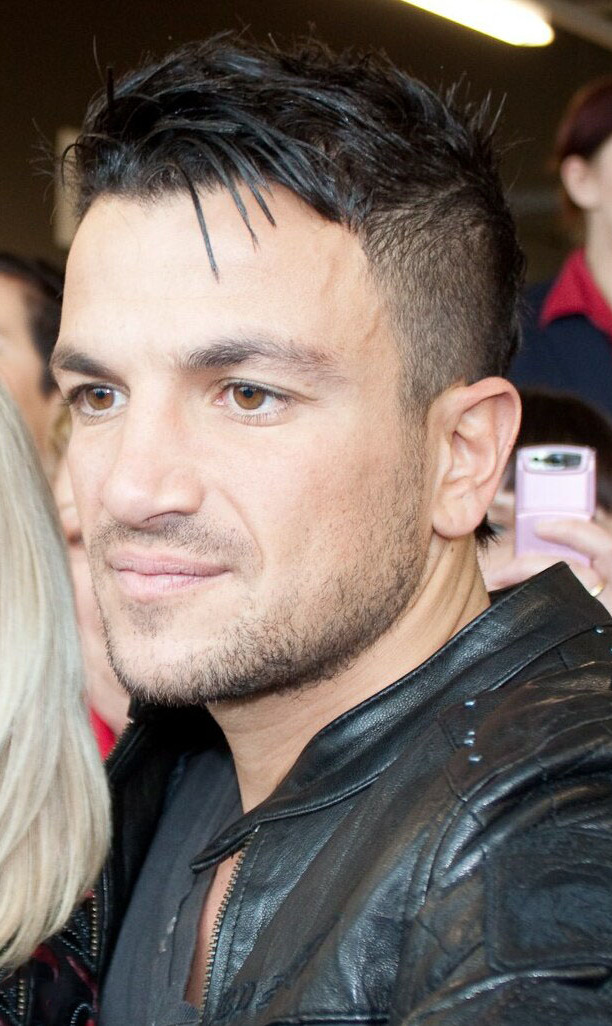
Peter André (2010)

Peter André (* 27. Februar 1973 in Harrow, London; eigentlich Peter James Andréa) ist ein britischer Sänger griechisch-zypriotischer Herkunft.

## Leben
Er wuchs in Surfers Paradise, einem Ortsteil von Gold Coast, Australien, auf. Zusammen mit seinem Bruder schrieb er als 13-Jähriger ein erstes Lied. Anfang der 1990er Jahre bewarb er sich bei einer Talentshow im Fernsehen und bekam vor laufender Kamera einen Plattenvertrag angeboten. Die zweite, Ende 1992 veröffentlichte, Single Gimme Little Sign, ein ursprünglich von Brenton Wood gesungener Oldie, avancierte zur bestverkauften Single eines einheimischen Künstlers besagten Jahres. Kurz darauf erschien das selbstbetitelte Debütalbum und erreichte Platz 27 der australischen Charts. Parallel hierzu wirkte er 1993 in der australischen Seifenoper Nachbarn mit, die auch für andere Sänger wie Kylie Minogue oder Natalie Imbruglia als Karrieresprungbrett diente.
Seine internationale musikalische Karriere begann 1995 mit Mysterious Girl (Nummer 2 in den britischen Charts). In Deutschland bekam er im Mai 1997 in Hamburg für 250.000 verkaufte Einheiten eine Goldene Schallplatte ausgehändigt. 1996 folgte sein Hit Only One, der Platz 16 der UK-Charts erreichen konnte. Sein größter Hit blieb aber Mysterious Girl, der nach einer erneuten Veröffentlichung im Jahr 2004 letztendlich Platz 1 der britischen Charts erklomm.
Waren Andrés Lieder bis dahin der Popmusik zuzuordnen, schlug er mit seinem dritten Album Time eine neue Richtung ein. Ihm halfen beim Schreiben, Aufnehmen und Produzieren namhafte Black-Music-Künstler wie Montell Jordan, Diane Warren, Coolio oder das Fugees-Mitglied Pras Michel. So peilte das Label des fast ausschließlich von Teenagern verehrten Künstlers mit dem entstandenen R&B-Repertoire eine reifere Klientel an. André selbst gab an, die Veränderung habe mit seiner künstlerischen Entwicklung zu tun. Nachdem feststand, dass trotz einiger relativ erfolgreicher Singleauskopplungen die Erwartungen aller Seiten – Label, Interpret, Konsumenten – zu hoch gesteckt gewesen waren, zog sich André aus der Musikbranche zurück.
Im Jahr 2004 nahm er in der britischen Reality-Show I’m a Celebrity, Get Me Out of Here! teil, wo er Katie Price kennenlernte. Die beiden heirateten am 10. September 2005 in Newbury (Berkshire), nachdem zuvor ihr erstes gemeinsames Kind, ein Junge, geboren worden war. Im Jahr 2007 kam ihr zweites Kind, eine Tochter, zur Welt. Mitte Mai 2009 gab das Paar seine Trennung bekannt und wurde noch im selben Jahr geschieden.
Die Bekanntheitssteigerung aufgrund der Reality-Show-Teilnahme mit dem damit verbundenen Sprung an die Chartspitze hatte ihn 2004 wieder ins Geschäft einsteigen lassen. Er veröffentlichte eine Reihe weiterer Alben und Singles, die zumindest in Großbritannien Charteinträge verzeichnen konnten.
Seit 2012 ist er mit Emily MacDonagh verheiratet.

## Diskografie

### Studioalben
| Jahr | Titel              | Höchstplatzierung, Gesamtwochen, AuszeichnungChartplatzierungen (Jahr, Titel, Platzierungen, Wochen, Auszeichnungen, Anmerkungen) | Höchstplatzierung, Gesamtwochen, AuszeichnungChartplatzierungen (Jahr, Titel, Platzierungen, Wochen, Auszeichnungen, Anmerkungen) | Höchstplatzierung, Gesamtwochen, AuszeichnungChartplatzierungen (Jahr, Titel, Platzierungen, Wochen, Auszeichnungen, Anmerkungen) | Höchstplatzierung, Gesamtwochen, AuszeichnungChartplatzierungen (Jahr, Titel, Platzierungen, Wochen, Auszeichnungen, Anmerkungen) | Höchstplatzierung, Gesamtwochen, AuszeichnungChartplatzierungen (Jahr, Titel, Platzierungen, Wochen, Auszeichnungen, Anmerkungen) | Anmerkungen                              |
| Jahr | Titel              | DE | AT | CH | UK | AU | Anmerkungen                              |
| ---- | ------------------ | --- | --- | --- | --- | --- | ---------------------------------------- |
| 1993 | Peter Andre        | — | — | — | — | AU27 Gold · (8 Wo.)AU | Erstveröffentlichung: 1993               |
| 1996 | Natural            | DE28 (12 Wo.)DE | AT28 (6 Wo.)AT | CH11 (11 Wo.)CH | UK1 Platin · (26 Wo.)UK | AU11 (6 Wo.)AU | Erstveröffentlichung: 30. September 1996 |
| 1997 | Time               | — | — | — | UK28 Gold · (6 Wo.)UK | — | Erstveröffentlichung: 17. November 1997  |
| 2004 | The Long Road Back | — | — | — | UK44 Silber · (2 Wo.)UK | — | Erstveröffentlichung: 7. Juni 2004       |
| 2009 | Revelation         | — | — | — | UK3 Gold · (15 Wo.)UK | — | Erstveröffentlichung: 14. September 2009 |
| 2010 | Accelerate         | — | — | — | UK10 Gold · (5 Wo.)UK | — | Erstveröffentlichung: 1. November 2010   |
| 2012 | Angels & Demons    | — | — | — | UK18 (2 Wo.)UK | — | Erstveröffentlichung: 29. Oktober 2012   |
| 2014 | Big Night          | — | — | — | UK23 (1 Wo.)UK | — | Erstveröffentlichung: 26. Mai 2014       |
| 2015 | Come Fly with Me   | — | — | — | UK5 (9 Wo.)UK | — | Erstveröffentlichung: 16. Oktober 2015   |

### Kollaboalben
| Jahr | Titel             | Höchstplatzierung, Gesamtwochen, AuszeichnungChartplatzierungen (Jahr, Titel, Platzierungen, Wochen, Auszeichnungen, Anmerkungen) | Höchstplatzierung, Gesamtwochen, AuszeichnungChartplatzierungen (Jahr, Titel, Platzierungen, Wochen, Auszeichnungen, Anmerkungen) | Höchstplatzierung, Gesamtwochen, AuszeichnungChartplatzierungen (Jahr, Titel, Platzierungen, Wochen, Auszeichnungen, Anmerkungen) | Höchstplatzierung, Gesamtwochen, AuszeichnungChartplatzierungen (Jahr, Titel, Platzierungen, Wochen, Auszeichnungen, Anmerkungen) | Höchstplatzierung, Gesamtwochen, AuszeichnungChartplatzierungen (Jahr, Titel, Platzierungen, Wochen, Auszeichnungen, Anmerkungen) | Anmerkungen                                             |
| Jahr | Titel             | DE | AT | CH | UK | AU | Anmerkungen                                             |
| ---- | ----------------- | --- | --- | --- | --- | --- | ------------------------------------------------------- |
| 2006 | A Whole New World | — | — | — | UK20 Gold · (5 Wo.)UK | — | Erstveröffentlichung: 27. November 2006 mit Katie Price |

### Kompilationen
| Jahr | Titel                     | Höchstplatzierung, Gesamtwochen, AuszeichnungChartplatzierungen (Jahr, Titel, Platzierungen, Wochen, Auszeichnungen, Anmerkungen) | Höchstplatzierung, Gesamtwochen, AuszeichnungChartplatzierungen (Jahr, Titel, Platzierungen, Wochen, Auszeichnungen, Anmerkungen) | Höchstplatzierung, Gesamtwochen, AuszeichnungChartplatzierungen (Jahr, Titel, Platzierungen, Wochen, Auszeichnungen, Anmerkungen) | Höchstplatzierung, Gesamtwochen, AuszeichnungChartplatzierungen (Jahr, Titel, Platzierungen, Wochen, Auszeichnungen, Anmerkungen) | Höchstplatzierung, Gesamtwochen, AuszeichnungChartplatzierungen (Jahr, Titel, Platzierungen, Wochen, Auszeichnungen, Anmerkungen) | Anmerkungen                           |
| Jahr | Titel                     | DE | AT | CH | UK | AU | Anmerkungen                           |
| ---- | ------------------------- | --- | --- | --- | --- | --- | ------------------------------------- |
| 2010 | Unconditional: Love Songs | — | — | — | UK7 Silber · (5 Wo.)UK | — | Erstveröffentlichung: 1. Februar 2010 |

Weitere Kompilationen
- 2002: The Very Best of: The Hits Collection
- 2002: The Best Of (UK: Gold)
- 2006: The Platinum Collection

### Singles
| Jahr | Titel Album                                      | Höchstplatzierung, Gesamtwochen, AuszeichnungChartplatzierungen (Jahr, Titel, Album, Platzierungen, Wochen, Auszeichnungen, Anmerkungen) | Höchstplatzierung, Gesamtwochen, AuszeichnungChartplatzierungen (Jahr, Titel, Album, Platzierungen, Wochen, Auszeichnungen, Anmerkungen) | Höchstplatzierung, Gesamtwochen, AuszeichnungChartplatzierungen (Jahr, Titel, Album, Platzierungen, Wochen, Auszeichnungen, Anmerkungen) | Höchstplatzierung, Gesamtwochen, AuszeichnungChartplatzierungen (Jahr, Titel, Album, Platzierungen, Wochen, Auszeichnungen, Anmerkungen) | Höchstplatzierung, Gesamtwochen, AuszeichnungChartplatzierungen (Jahr, Titel, Album, Platzierungen, Wochen, Auszeichnungen, Anmerkungen) | Anmerkungen                                                  |
| Jahr | Titel Album                                      | DE | AT | CH | UK | AU | Anmerkungen                                                  |
| ---- | ------------------------------------------------ | --- | --- | --- | --- | --- | ------------------------------------------------------------ |
| 1992 | Gimme Little Sign Peter Andre                    | — | — | — | — | AU3 Platin · (28 Wo.)AU | Erstveröffentlichung: 26. Oktober 1992                       |
| 1993 | Funky Junky Peter Andre                          | — | — | — | — | AU13 Gold · (11 Wo.)AU | Erstveröffentlichung: 31. Mai 1993                           |
| 1993 | Let’s Get It On / Do You Wanna Dance Peter Andre | — | — | — | — | AU17 (11 Wo.)AU | Erstveröffentlichung: 22. November 1993                      |
| 1994 | To the Top Peter Andre                           | — | — | — | — | AU46 (4 Wo.)AU | Erstveröffentlichung: 11. April 1994                         |
| 1995 | Turn It Up Natural                               | — | — | — | UK64 (2 Wo.)UK | — | Erstveröffentlichung: 1. Mai 1995                            |
| 1995 | Mysterious Girl Natural                          | DE7 Gold · (24 Wo.)DE | AT3 (16 Wo.)AT | CH7 (19 Wo.)CH | UK2 Platin · (25 Wo.)UK | AU8 Platin · (22 Wo.)AU | Erstveröffentlichung: 1. September 1995 feat. Bubbler Ranx   |
| 1996 | Get Down on It Natural                           | — | — | — | — | AU5 Gold · (14 Wo.)AU | Erstveröffentlichung: 12. Februar 1996 feat. Past to Present |
| 1996 | Only One Natural                                 | — | — | — | UK16 (4 Wo.)UK | — | Erstveröffentlichung: 1. März 1996                           |
| 1996 | Flava Natural                                    | DE25 (11 Wo.)DE | — | CH40 (6 Wo.)CH | UK1 Silber · (17 Wo.)UK | — | Erstveröffentlichung: 11. September 1996                     |
| 1996 | I Feel You Natural                               | DE71 (6 Wo.)DE | — | — | UK1 Silber · (15 Wo.)UK | — | Erstveröffentlichung: 1. November 1996                       |
| 1997 | Natural                                          | DE90 (4 Wo.)DE | — | — | UK6 (13 Wo.)UK | — | Erstveröffentlichung: 24. Februar 1997                       |
| 1997 | All About Us Time                                | — | — | — | UK3 (13 Wo.)UK | — | Erstveröffentlichung: Juli 1997                              |
| 1997 | Lonely Time                                      | — | — | — | UK6 (10 Wo.)UK | — | Erstveröffentlichung: 16. Oktober 1997                       |
| 1998 | All Night, All Right Time                        | DE74 (8 Wo.)DE | — | — | UK16 (4 Wo.)UK | AU30 (11 Wo.)AU | Erstveröffentlichung: 12. Januar 1998 feat. Warren G         |
| 1998 | Nobody Does It Better Time                       | — | — | — | UK9 (7 Wo.)UK | — | Erstveröffentlichung: Juli 1998                              |
| 2004 | Mysterious Girl (2004) The Long Road Back        | — | — | — | UK1 Platin · (11 Wo.)UK | — | Erstveröffentlichung: Februar 2004 feat. Bubbler Ranx        |
| 2004 | Insania The Long Road Back                       | — | — | — | UK3 (9 Wo.)UK | — | Erstveröffentlichung: 31. Mai 2004                           |
| 2004 | The Right Way The Long Road Back                 | — | — | — | UK14 (6 Wo.)UK | — | Erstveröffentlichung: 6. September 2004                      |
| 2006 | A Whole New World                                | — | — | — | UK12 (5 Wo.)UK | — | Erstveröffentlichung: 11. Dezember 2006 mit Katie Price      |
| 2009 | Behind Closed Doors Revelation                   | — | — | — | UK4 (8 Wo.)UK | — | Erstveröffentlichung: 9. August 2009                         |
| 2009 | Unconditional Revelation                         | — | — | — | UK50 (4 Wo.)UK | — | Erstveröffentlichung: 9. November 2009                       |
| 2010 | Defender Accelerate                              | — | — | — | UK14 (5 Wo.)UK | — | Erstveröffentlichung: 24. Oktober 2010                       |
| 2011 | Perfect Night Accelerate                         | — | — | — | UK48 (1 Wo.)UK | — | Erstveröffentlichung: 2. Juli 2011                           |

### Videoalben
- 1997: Natural – The Video (UK: Gold)

## Auszeichnungen für Musikverkäufe
| Goldene Schallplatte - Belgien - 1996: für die Single Mysterious Girl - Dänemark - 2024: für die Single Mysterious Girl - Niederlande - 1996: für die Single Mysterious Girl - 1997: für das Album Natural - Neuseeland - 1996: für die Single Only One - Polen - 1997: für das Album Natural | Platin-Schallplatte - Neuseeland - 1996: für die Single Get Down on It 3× Platin-Schallplatte - Neuseeland - 1996: für das Album Natural 4× Platin-Schallplatte - Neuseeland - 1996: für die Single Mysterious Girl |

Anmerkung: Auszeichnungen in Ländern aus den Charttabellen bzw. Chartboxen sind in ebendiesen zu finden.
| Land/RegionAuszeichnungen für Musikverkäufe (Land/Region, Auszeichnungen, Verkäufe, Quellen) | Silber     | Gold       | Platin       | Verkäufe  | Quellen                   |
| -------------------------------------------------------------------------------------------- | ---------- | ---------- | ------------ | --------- | ------------------------- |
| Australien (ARIA)                                                                            | —          | 3× Gold3   | 2× Platin2   | 245.000   | aria.com.au               |
| Belgien (BRMA)                                                                               | —          | Gold1      | —            | 25.000    | ultratop.be               |
| Dänemark (IFPI)                                                                              | —          | Gold1      | —            | 45.000    | ifpi.dk                   |
| Deutschland (BVMI)                                                                           | —          | Gold1      | —            | 250.000   | musikindustrie.de         |
| Neuseeland (RMNZ)                                                                            | —          | Gold1      | 8× Platin8   | 100.000   | aotearoamusiccharts.co.nz |
| Niederlande (NVPI)                                                                           | —          | 2× Gold2   | —            | 100.000   | nvpi.nl                   |
| Polen (ZPAV)                                                                                 | —          | Gold1      | —            | 50.000    | olis.pl                   |
| Vereinigtes Königreich (BPI)                                                                 | 4× Silber4 | 6× Gold6   | 3× Platin3   | 2.545.000 | bpi.co.uk                 |
| Insgesamt                                                                                    | 4× Silber4 | 16× Gold16 | 13× Platin13 |           |                           |